# 桑德斯·麥克蘭恩
桑德斯·麥克蘭恩（英語：Saunders Mac Lane，1909年8月4日—2005年4月14日），出生于康乃狄克州，美國數學家。與塞缪尔·艾倫伯格一同創立範疇論的研究。

## 生平
桑德斯·麥克蘭恩的正式全名為"雷斯禮·桑德斯·麥克蘭恩"，但雷斯禮這名字最後因他的父親，堂諾得·麥克蘭恩，及其母親，維妮福瑞德·桑德斯的不喜歡而不被再使用。關於麥克蘭恩（Mac Lane）中間是否要加一空白這問題，麥克蘭恩的第一任妻子在打字時輸入麥克蘭恩時，發現不要插入空白非常困難，因此麥克蘭恩自己就開始在他的姓中間插入了一個空白。
麥克蘭恩於1930年獲得耶魯大學學士學位，在1931年獲得芝加哥大學的碩士學位，在這段時期，他與歐文·朗繆爾合作，寫出他生平第一篇論文，內容主要關於物理學方面。麥克蘭恩於1931～1933年間至哥廷根大學進修，投入Paul Bernays、Emmy Noether與Hermann Weyl的門下研習邏輯與數學，並逾1934年獲得哥廷根數學研究所數學博士學位。
自1934年至1938年，麥克蘭恩分別在哈佛大學、康乃爾大學以及芝加哥大學工作過一小段時間，隨後取得哈佛大學的終身職，但他僅於1938～1947年在哈佛大學工作，他的學術生涯接下來都在芝加哥大學度過。
在1944年與1945年，他領導了在大戰期間有卓越貢獻的哥倫比亞大學應用數學小組。
麥克蘭恩曾任國家科學院與美國哲學會的副主席，亦曾擔任過美國數學會的主席。在領導美國數學會的其間，他開始提倡對於現代數學教學技巧改進的研習活動。而在1974年至1980年間，他擔任了美國政府的科學顧問。於1976年，以他為首的美國數學家訪問團訪問了中國，考察了當時中國數學學術發展。麥克蘭恩於1949年獲選為美國國家科學院院士，並在1989年獲得美國國家科學獎章。
2005年4月14日，兰恩在旧金山去世。

## 貢獻
在發表了關於數學邏輯論文後，麥克蘭恩的早期研究方向為域論與賦值論，他在賦值環、維特向量（Witt vector）以及無限擴張域的可分離性發表了許多論文。從1942年開始，他開始研究了擴張群，並逾1943年，與塞缪尔·艾倫伯格展開了一項划時代性的偉大研究——現在稱為「範疇論」的重要研究領域。

## 著作
- 1997 (1941). A Survey of Modern Algebra (with Garrett Birkhoff). A K Peters. ISBN 1-56881-068-7

中譯本：近世代數引論，2008年，徐廣善、王連祥譯，中華人民共和國人民郵電出版社出版
- 1948, "Groups, categories and duality," Proceedings of the Nat. Acad. of Sciences of the USA 34: 263–67.
- 1995 (1963). Homology, Springer (Classics in Mathematics) ISBN 978-0387586625 (Originally, Band 114 of Die Grundlehren Der Mathematischen Wissenschaften in Einzeldarstellungen.) AMS review.
- 1999 (1967). Algebra (with Garrett Birkhoff). Chelsea. ISBN 0-8218-1646-2
- 1998 (1972). Categories for the Working Mathematician, Springer (Graduate Texts in Mathematics) ISBN 0-387-98403-8
- 1986. Mathematics, Form and Function. Springer-Verlag. ISBN 0-387-96217-4
- 1992. Sheaves in Geometry and Logic: A First Introduction to Topos Theory (with Ieke Moerdijk). ISBN 0-387-97710-4
- 2005. Saunders Mac Lane: A Mathematical Autobiography. A K Peters. ISBN 1-56881-150-0

## 外部連結
- O'Connor, John J.; Robertson, Edmund F., "Saunders Mac Lane", MacTutor History of Mathematics archive, http://www-history.mcs.st-andrews.ac.uk/Biographies/MacLane.html （页面存档备份，存于） .
- Obituary press release from the University of Chicago.
- Photographs of Mac Lane,1984–99.
- Kutateladze S.S., Saunders Mac Lane, the Knight of Mathematics
- Saunders Mac Lane at the Mathematics Genealogy Project